# Götaland

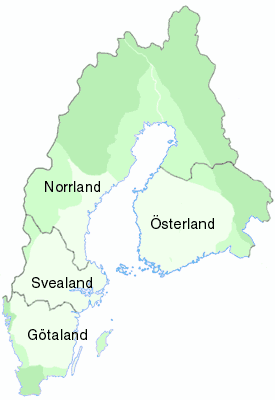
Les trois grandes régions historiques suédoises (et la quatrième, Österland ou la Finlande, qui était suédoise jusqu'en 1809)

Le Götaland ou Gothie (terme vieilli) (« Pays des Götar », ou des Goths) est la plus méridionale des trois grandes régions historiques (landsdelar ou huvudområden) de Suède. Les deux autres grandes régions historiques sont le Svealand et le Norrland.

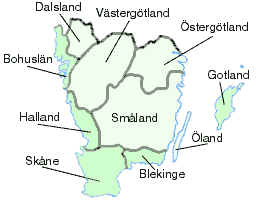
Le Götaland et ses provinces historiques

Il comprend les provinces historiques (landskap) :  Småland, Öland, Västergötland, Östergötland, Dalsland (en clair sur la carte ci-contre) et depuis le XVIIe siècle Bohuslän, Halland, Scanie (Skåne), Blekinge et Gotland (en sombre sur la carte ci-contre). Au début du Moyen Âge (qui commence en Suède vers l'an 1000), le Värmland et peut-être aussi le Närke, aujourd'hui provinces du Svealand, étaient également considérés comme götalandais.
Des sites archéologiques démontrent une centralisation des noyaux de richesse et de pouvoir dès le VIe siècle.
Traditionnellement, on situe la création du royaume de Suède à l'unification du Götaland et du Svealand sous un seul roi. La date exacte de cet événement n'est pas connue. De toute évidence, le processus a été lent et compliqué, mais Olof Skötkonung est considéré comme le premier roi ayant régné à la fois sur les Götar et les Svear.
Même si l'appartenance à une province historique est toujours un facteur identitaire beaucoup plus important pour les Suédois que celle à l'une ou l'autre des grandes régions, les termes de Götaland, Svealand et Norrland sont d'un usage très fréquent en Suède, notamment en météorologie.